# Гоггинс, Дэвид
Дэвид Гоггинс (англ. David Goggins, род. 17 февраля 1975, Буффало, США) — американский сверхмарафонец, ветеран спецназа морского флота SEAL. Участник боевых действий в Афганистане и Ираке. Получил известность после издания книги Джесси Ицлера «Living with a SEAL: 31 Days Training with the Toughest Man on the Planet», в которой выступил главным героем. Выпустил автобиографическую книгу в 2018 году.

## Ранняя жизнь
Дэвид Гоггинс родился 17 февраля 1975 года. В 1981 году Дэвид Гоггинс жил в Уильямсвилле, штат Нью-Йорк со своими родителями и братом. В книге "Can't Hurt Me" Гоггинс говорил о том, что он и другие члены его семьи страдали от жестокого обращения со стороны страдающего алкоголизмом отца. Позже Дэвид Гоггинс, вместе с матерью, переехали в штат Индиану, сбежав от отца Дэвида. В промежутке между увольнением из военно-воздушных сил США и зачисления в морской флот Дэвид Гоггинс работал дезинсектором.

## Служба в армии
Дэвид Гоггинс подал заявление о вступлении в ряды параспасателей ВВС США и был принят на обучение. Во время обучения у него была диагностирована серповидно-клеточная аномалия эритроцитов, и он был отстранен от занятий. Ему была предоставлена возможность возобновить обучение после возвращения, но он решил этого не делать. Затем он прошел обучение в тактической группе управления воздушным движением ВВС США и работал там с 1994 по 1999 г.

После трех попыток, вызванных многочисленными травмами, Дэвиду удалось в 2001 г. закончить обучение по программе BUD/S в классе BUD/S 235. После квалификационной подготовки SEAL (SQT) и прохождения шестимесячного испытательного срока он получил квалификацию NEC 5326 как боевой пловец (SEAL), получив право носить знак отличия "Трезубец SEAL". Дэвид Гоггинс был назначен в команду SEAL Team 5. За свою 20-летнюю военную карьеру Дэвид служил в Ираке и Афганистане. В 2004 г. Дэвид Гоггинс окончил Армейскую школу военнослужащих десантно-диверсионного подразделения (Ranger School) и получил награду "Почетный рядовой".

## Спортивные достижения

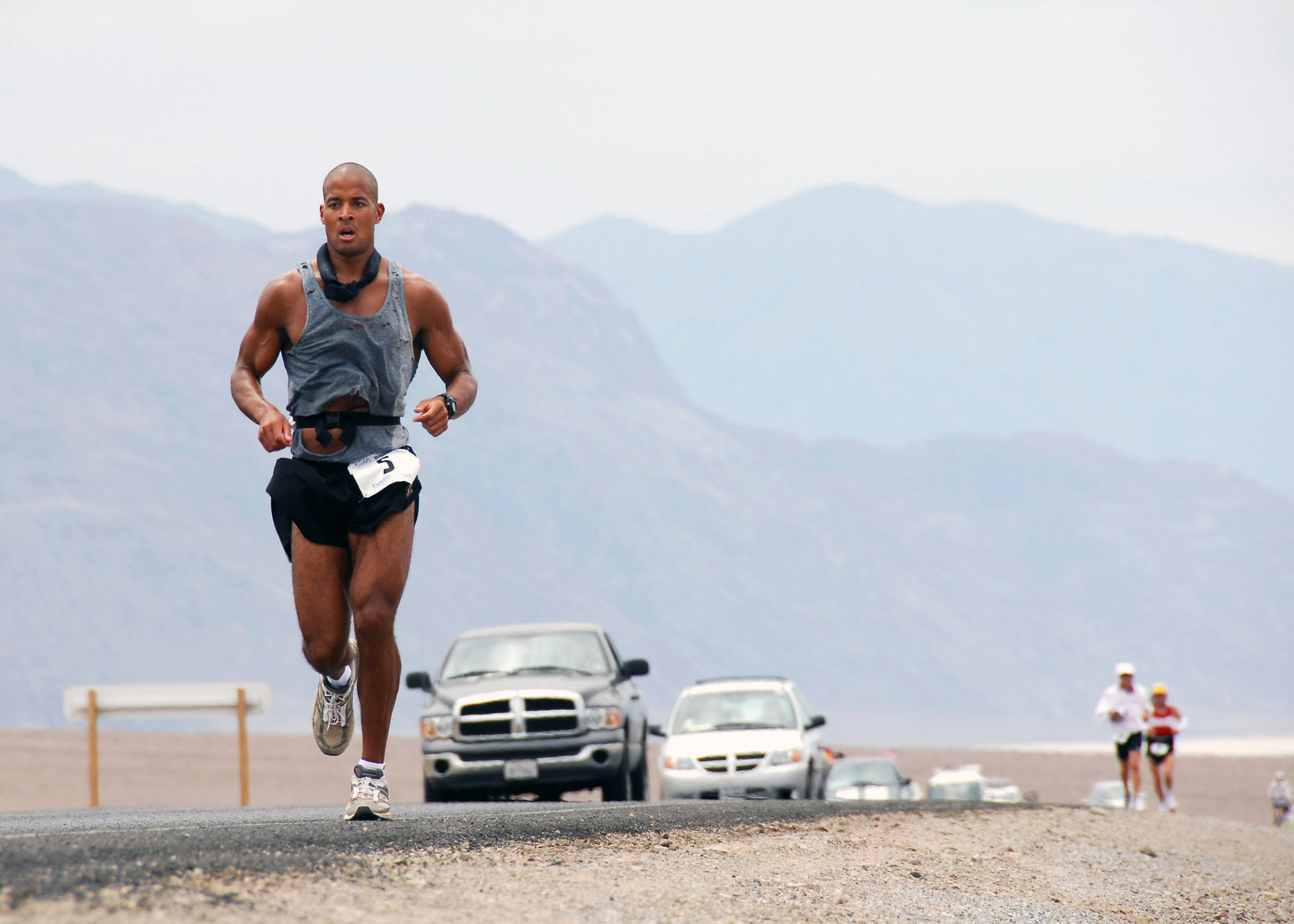
На сверхмарафоне «Бэдуотер», 2007 год

За свою спортивную карьеру в качестве ультрамарафонца (с 2005 года) Дэвид финишировал не менее чем в 50 соревнованиях, из которых не менее чем в десяти занял первое место. Также в 2013 году Дэвид Гоггинс установил мировой рекорд по количеству подтягиваний за 24 часа – 4030 раз за 17 часов. Рекорд был внесён в книгу рекордов Гиннесса и спустя некоторое время был побит.